# Plantago major
Plantago major é uma espécie de Plantago da família das Plantaginaceae. É popularmente conhecida como Tanchagem, Taiova, Orelha de veado Tansagem, Transagem, Tanchá ou 7 nervos.

## Características
É nativa da Europa e acompanhou o explorador europeu ao redor do mundo. Suas folhas são ligeiramente adstringentes, assim como suas sementes.
Seus princípios ativos são o tanino, mucilagem, a pectina, alguns glicosídeos e a vitamina K.

## Sinônimos
- Plantago borysthenica Wissjul.
- Plantago dregeana Decne.
- Plantago gigas H. Lév.
- Plantago jehohlensis Koidz.
- Plantago latifolia Salisb.
- Plantago macronipponica Yamam.
- Plantago sawadai (Yamam.) Yamam.
- Plantago villifera Kitag.

## Usos

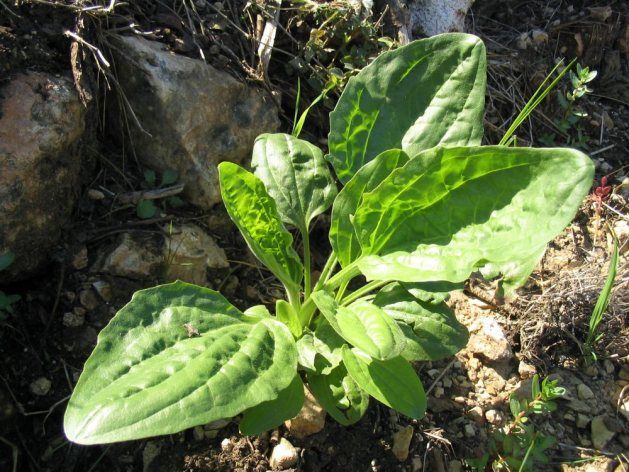
Tanchagem

Usada topicamente em forma de colírios, em forma de injeção, na irritabilidade da membrana mucosa da uretra, em casos de gonorreia, e em forma de banho e cataplasma, em úlceras. O infuso ou decocto a 50% da casca ou do fruto pode ser usado como enxaguatório bucal.
É febrífugo, considerada útil contra diarreia, para cicatrização de feridas e para extrair excesso de fluído linfático. A tanchagem é eficaz em caso de retenção da urina, graças ao seu efeito diurético.
Age como bactericida sobre as vias respiratórias, em casos de infecções, destruindo microorganismos e limpando secreções.
É uma planta sagrada do Candomblé.